# Anabelle Smith
Anabelle Smith (n. 3 februarie 1993, Melbourne, Victoria, Australia) este o săritoare în apă ce a reprezentat Australia, medaliată olimpică. A participat la 2 ediții ale Jocurilor Olimpice (2012, 2016) în care a câștigat o medalie de bronz.